# Amsterdam Tournament
Das Amsterdam Tournament ist ein Fußballturnier, das jährlich zur Saisonvorbereitung vom Gastgeber Ajax Amsterdam veranstaltet wird.
Es ist der Nachfolger vom Amsterdam 700 Tournament, das 1975 anlässlich des 700. Geburtstages der Stadt Amsterdam erstmals veranstaltet wurde.
Danach wurde es jährlich bis 1992 ausgetragen.
Erst ab 1999 wurde das Turnier unter dem Namen Amsterdam Tournament veranstaltet.

## Geschichte

### 1975–1992: Amsterdam 700 Tournament bis Amsterdam 717 Tournament
Das Amsterdam 700 Tournament, wie es damals noch hieß, wurde 1975 zum 700-jährigen Stadtjubiläum Amsterdams ausgetragen. Mannschaften der ersten Stunde waren Gastgeber Ajax Amsterdam, der belgische Klub RWD Molenbeek, der spanische Verein FC Barcelona und Ajax-Ligakonkurrent Feyenoord Rotterdam. Im Eröffnungsspiel am 8. August 1975 trafen Molenbeek und Feyenoord aufeinander. Die Partie endete 1:1. Erster Schütze des Turniers war der spätere Hertha-BSC-Angreifer Jørgen Kristensen, der für Rotterdam traf, ehe Jacques Teugels diesen Treffer egalisierte. Gleich in der ersten Begegnung des Wettbewerbs musste deshalb das Elfmeterschießen über den Finaleinzug entscheiden. Sieger war schließlich das belgische Team von RWD Molenbeek. Im zweiten Spiel war es der Gastgeber, der sich mit 3:1 gegen Barcelona durchsetzte. Zwei Tage später, am 10. August 1975 pfiff der Schiedsrichter erst zum Spiel um Platz drei an, ehe die Endbegegnung ausgetragen wurde. Bei diesem Finale war es Molenbeek, dass 5:2 gegen Amsterdam gewann. Noch bis zur 86. Minute hieß es 2:2, ehe Gerard Desanghere, Eric Dumon und Jacques Teugels für ihren Klub die Begegnung entschieden.
Zum Folgejahr, das Turnier hieß nun Amsterdam 701 Tournament, nahm mit Borussia Mönchengladbach erstmals auch ein deutscher Verein beim Wettbewerb teil. Im Halbfinalespiel verlor das Team von Borussen-Trainer Udo Lattek nach Elfmeter gegen Ajax Amsterdam und musste somit am Spiel um Platz drei teilnehmen. Dort traf man auf den ersten englischen Vertreter beim Wettbewerb, Leeds United. In dieser Partie gelang Herbert Heidenreich in der dritten Minute der erste Treffer für einen deutschen Klub, nachdem man bereits 0:1 zurücklag. In der 64. Minute erzielte er das zwischenzeitliche 3:2. Neben ihm traf Herbert Wimmer für die Fohlen. Heidenreich hätte damit erster Doppeltorschütze in einem Spiel beim Amsterdam Tournament sein könnten. Auf der Seite des englischen Klubs war es aber Edwin Gray, der erst zur ersten und in der 62. Minute für sein Team einnetzte und somit erster Doppeltorschütze des Wettbewerbs war. Kurz vor Schluss war noch Allan Clarke für Leeds erfolgreich, so dass Gladbach erst im Elfmeterschießen den Erfolg fand. Im Finalspiel hätte Ajax Amsterdam im zweiten Anlauf sich erstmals den Titel des heimischen Turniers holen können. Jedoch scheiterten sie am RSC Anderlecht mit 1:3. Der erste nicht-belgische Klub, der sich im Wettbewerb durchsetzte war, nachdem kein belgischer Verein eingeladen wurde, 1977 der AZ Alkmaar, nach Siegen über FC Liverpool und den Gastgeber. Zum Amsterdam 703 Tournament 1978 wurde erstmals auch ein Klub eingeladen, der nicht in Europa beheimatet ist. Der brasilianische Verein Fluminense Rio de Janeiro verlor dann aber im Semi-Finale gegen Ajax und auch im Spiel um Platz drei, nachdem es jeweils 2:2 unentschieden stand, immer nach Elfmeterschießen. Schon das erste Halbfinale zwischen AZ Alkmaar und RSC Anderlecht endete 2:2, und auch das Finale endete mit gleichem Ergebnis, so dass im gesamten Turnierverlauf in jedem Spiel vier Tore fielen und alle Begegnungen 2:2 ausfielen. Im Endspiel schaffte es Ajax, sich gegen Anderlecht im Elfmeterschießen durchzusetzen, sie konnten sich somit für die Final-Niederlage von 1976 revanchieren. Im Folgejahr nahm mit dem Hamburger SV zum zweiten Mal ein deutscher Verein teil, wurde aber nur Letzter. Gewinner und somit erster Verein mit zwei Wettbewerbserfolgen wurde der AZ Alkmaar. 1979 wurde der FC Bayern München eingeladen. Doch genau wie die vorher angetretenen Klubs reichte es nur zu Rang drei. Alkmaar erreichte wieder das Finale, musste sich aber Ajax Amsterdam geschlagen geben, die damit ebenfalls zwei Turniersiege vorweisen konnten. Zum Amsterdam 706 Tournament sollte die niederländische Serie reißen. Mit Ipswich Town gewann erstmals ein englischer Klub das Turnier, wobei erstmals im Wettbewerb kein niederländischer Verein im Finale stand. Nachdem Ipswich im Halbfinale gegen Gastgeber Ajax Amsterdam mit 3:1 siegte, schlugen diese im Finale Standard Lüttich mit 2:0. Der 1. FC Köln war 1982 der vierte deutsche Bundesligaverein, der von Ajax eingeladen wurde. Wieder reichte es aber nur für Platz drei für das deutsche Team. Alkmaar gewann das Turnier und schraubte seine Erfolge auf drei Turniersiege. Es sollte der letzte Erfolg für Alkmaar bei diesem Wettbewerb werden. Zum ersten Mal seit 1975 wurde 1983 wieder Feyenoord Rotterdam eingeladen, die in diesem Jahr sich auch den Titel sicherten. Als Titelverteidiger ging Feyenoord 1984 in das Amsterdam 709 Tournament, schied aber gegen Atlético Mineiro, dem zweiten nicht-europäischen Verein der Turniergeschichte, bereits im Halbfinale aus. Atlético wurde dann mit einem Sieg nach Elfmeter erster Klubsieger dieses Wettbewerbs, der nicht in einer europäischen Liga spielt. Im Folgejahr kam die Mannschaft erneut ins Finalspiel, musste sich aber Ajax nach Toren von Frank Rijkaard, Ronald Koeman, John van ’t Schip und Marco van Basten mit 1:4 geschlagen geben. 1986 gewann wieder ein Neuling das Turnier. Dynamo Kiew setzte sich im Halbfinale nach 1:1 gegen Manchester United durch und siegte mit dem bisher höchsten Finalsieg von 6:0 gegen Botafogo FR. Diese waren nach Atlético Mineiro und Fluminense Rio de Janeiro der dritte brasilianische Verein im Wettbewerb. Bis 1992, dem vorläufig letzten Amsterdam Tournament, gewann Ajax Amsterdam noch dreimal das Turnier. 1989 und 1990 siegte KV Mechelen bzw. der FC Brügge aus Belgien. Sampdoria Genua schaffte den Erfolg 1988 und war damit erster italienischer Verein, der sich durchsetzte. Letzter deutscher Teilnehmer war 1992 Borussia Dortmund.

### 1999 bis heute: Amsterdam Tournament
1999 wurde das Amsterdam Tournament wiederbelebt. In einem veränderten Turniermodus wurden zwar noch immer vier Mannschaften eingeladen, die sich über Semifinalspiele für das Endspiel qualifizieren konnten. Jedoch erspielte sich jedes Team Zusatzpunkte durch selber erzielte Treffer, jedes Tor wird als Extrapunkt gewertet. Bei einem Ergebnis von 3:1 erhält der Sieger des Spiels drei Punkte für den Sieg und drei Extrapunkte für die Anzahl der Tore, geht mit insgesamt sechs Zählern aus dem Spiel. Der Gegner hingegen erhält einen Punkt. Alle Teams werden am Ende des Turniers in einer Tabelle gegenübergestellt und somit der Sieger ermittelt.
Das erste Turnier nach Wiedereinführung wurde am 31. Juli und 1. August 1999 ausgetragen. Erstmals nahmen mit dem FC Santos und Atlético Mineiro gleichzeitig zwei nicht-europäische Mannschaften an diesem Wettbewerb teil. Lazio Rom wurde der erste Gewinner. 2000 siegte der FC Barcelona. Zwischen 2001 und 2004 gewann der Gastgeber alle vier Turniere. 2004 nahm mit River Plate erstmals auch ein argentinischer Klub teil. Von 2005 bis 2008 gewannen vier Mal in Folge englische Mannschaften das Turnier. Dominierend war hierbei der FC Arsenal London, der sich drei Mal den Gewinn sicherte. 2007 setzte man sich im entscheidenden Spiel gegen Ajax mit 1:0 durch. Im Kader der Gunners stand damals der ehemalige deutsche Nationaltorhüter Jens Lehmann. Bisher letzter Sieger war Benfica Lissabon 2009, die sich gegen Ajax Amsterdam, den AFC Sunderland und Atlético Madrid durchsetzten. 2010 wurde der Wettbewerb nicht ausgetragen. Zwar wurde bereits der FC Chelsea London eingeladen, jedoch sagte der Klub-Vorstand das traditionelle Turnier ab. Grund war die Teilnahme des Gastgebers an der UEFA-Champions-League-Qualifikation im Sommer.

## Teilnehmer
Am Turnier nehmen immer der Gastgeber Ajax Amsterdam sowie drei diverse Mannschaften teil.
Seit 1999 haben folgende Internationale Topclubs teilgenommen: FC Arsenal, AC Mailand, River Plate, Boca Juniors, FC Barcelona, Galatasaray Istanbul, Manchester United, FC Liverpool, Inter Mailand, Lazio Rom, Panathinaikos Athen, FC Porto, FC Santos, FC Sevilla, AFC Sunderland, FC Parma, FC Valencia und der portugiesische Rekordmeister Benfica Lissabon.

## Spielmodus
Das Turnier beinhaltet vier Begegnungen, wobei eine Mannschaft nur gegen zwei der drei generischen Teams antritt. Alle Spiele finden in der Amsterdam Arena (bis 2018 Amsterdam ArenA genannt), dem Stadion vom Gastgeber Ajax Amsterdam, statt.
Die Punkteverteilung ist bei dem Turnier einmalig: Es gibt zwar 3 Punkte für einen Sieg, 1 bei Remis und 0 bei einer Niederlage, aber dazu gibt es noch für jedes geschossene Tor einen Extrapunkt.

## Turniere (seit 1999)
| Jahr | Erster            | Zweiter         | Dritter              | Vierter             |
| ---- | ----------------- | --------------- | -------------------- | ------------------- |
| 1999 | Lazio Rom         | FC Santos       | Ajax Amsterdam       | Atlético Madrid     |
| 2000 | FC Barcelona      | Ajax Amsterdam  | Lazio Rom            | FC Arsenal          |
| 2001 | Ajax Amsterdam    | FC Liverpool    | AC Mailand           | FC Valencia         |
| 2002 | Ajax Amsterdam    | FC Barcelona    | Manchester United    | FC Parma            |
| 2003 | Ajax Amsterdam    | Inter Mailand   | Galatasaray Istanbul | FC Liverpool        |
| 2004 | Ajax Amsterdam    | FC Arsenal      | River Plate          | Panathinaikos Athen |
| 2005 | FC Arsenal        | FC Porto        | Boca Juniors         | Ajax Amsterdam      |
| 2006 | Manchester United | Inter Mailand   | FC Porto             | Ajax Amsterdam      |
| 2007 | FC Arsenal        | Atlético Madrid | Ajax Amsterdam       | Lazio Rom           |
| 2008 | FC Arsenal        | Inter Mailand   | FC Sevilla           | Ajax Amsterdam      |
| 2009 | Benfica Lissabon  | Ajax Amsterdam  | AFC Sunderland       | Atlético Madrid     |

## Amsterdam-Tournament-Gewinner

### Amsterdam 700 Tournament
| - 1975: FC Brüssel - 1976: RSC Anderlecht - 1977: AZ Alkmaar - 1978: Ajax Amsterdam - 1979: AZ Alkmaar - 1980: Ajax Amsterdam - 1981: Ipswich Town - 1982: AZ Alkmaar - 1983: Feyenoord Rotterdam |  | - 1984: Atlético Mineiro - 1985: Ajax Amsterdam - 1986: Dynamo Kiew - 1987: Ajax Amsterdam - 1988: Sampdoria Genua - 1989: KV Mechelen - 1990: FC Brügge - 1991: Ajax Amsterdam - 1992: Ajax Amsterdam |

### Amsterdam Tournament
| - 1999: Lazio Rom - 2000: FC Barcelona - 2001: Ajax Amsterdam - 2002: Ajax Amsterdam - 2003: Ajax Amsterdam - 2004: Ajax Amsterdam |  | - 2005: FC Arsenal - 2006: Manchester United - 2007: FC Arsenal - 2008: FC Arsenal - 2009: Benfica Lissabon |

## Sieger
| Platzierung | Mannschaft          | Titelgewinne |
| ----------- | ------------------- | ------------ |
| 1           | Ajax Amsterdam      | 10           |
| 2           | AZ Alkmaar          | 3            |
|             | FC Arsenal          | 3            |
| 4           | FC Brüssel          | 1            |
|             | RSC Anderlecht      | 1            |
|             | Ipswich Town        | 1            |
|             | Feyenoord Rotterdam | 1            |
|             | Atlético Mineiro    | 1            |
|             | Dynamo Kiew         | 1            |
|             | Sampdoria Genua     | 1            |
|             | KV Mechelen         | 1            |
|             | Lazio Rom           | 1            |
|             | FC Barcelona        | 1            |
|             | Manchester United   | 1            |
|             | Benfica Lissabon    | 1            |